# Hamlet (film, 1990)
Pour les articles homonymes, voir Hamlet (homonymie).
Pour plus de détails, voir Fiche technique et Distribution.
Hamlet est un film franco-américano-britannique réalisé par Franco Zeffirelli, d'après la pièce de théâtre Hamlet de Shakespeare. Il est sorti en 1990.

## Synopsis
Le roi du Danemark, le père d'Hamlet est décédé, Claudius, son frère, s'empare du trône et épouse Gertrude, femme du roi. Hamlet est furieux du mariage de son oncle avec sa mère.
Quelques semaines plus tard, Horatio, un ami, lui apprend qu'un revenant à l'image de son père est apparu trois fois de suite à une heure précise sur la terrasse du palais. Hamlet rencontre le spectre de son père qui lui apprend que son décès était un meurtre commis par Claudius, qui lui a versé du poison dans l'oreille au moment de sa sieste. Hamlet décide alors de se venger mais doit tout d'abord démontrer la vérité de ce que disait le revenant. Il reproduit alors, dans une pièce de théâtre, le meurtre de son oncle, qui tressaille à la vue de la scène.
Dans sa fureur, Hamlet commet l'erreur de tuer Polonius. Laërte, fils de Polonius et frère d'Ophélie, est en France au moment des événements pour ses études. Il revient au Danemark quand il apprend la mort de son père et découvre que sa sœur a perdu la raison et finit par mourir noyée dans un ruisseau. Il décide de se venger d'Hamlet.

## Fiche technique
- Titre : Hamlet
- Réalisation : Franco Zeffirelli
- Scénario : William Shakespeare et Christopher De Vore
- Production : Bruce Davey, Dyson Lovell
- Musique : Ennio Morricone
- Photographie : David Watkin
- Montage : Richard Marden
- Décors : Francesca Lo Schiavo
- Costumes : Maurizio Millenotti
- Pays de production :  États-Unis,  Royaume-Uni,  France
- Format : Couleurs - 1,85:1 - Dolby - 35 mm
- Genre : drame
- Durée : 130 minutes
- Dates de sortie : 
  - États-Unis : 19 décembre 1990
  - France : 8 janvier 1992

## Distribution
- Mel Gibson (VF : Jacques Frantz) : Hamlet
- Glenn Close (VF : Évelyn Séléna) : Gertrude
- Alan Bates (VF : Dominique Paturel) : Claudius
- Paul Scofield (VF : Henri Virlojeux) : Le spectre
- Ian Holm (VF : Claude Giraud) : Polonius
- Helena Bonham Carter (VF : Isabelle Ganz) : Ophélie
- Stephen Dillane (VF : Jean-Philippe Puymartin) : Horatio
- Nathaniel Parker (VF : Bernard Gabay) : Laërte
- Sean Murray (VF : Thierry Ragueneau) : Guildenstern
- Michael Maloney (VF : Frédéric van den Driessche) : Rosencrantz
- Trevor Peacock (VF : Maurice Barrier) : Le fossoyeur
- John McEnery (VF : Patrick Messe) : Osric
- Richard Warwick (VF : Remy Kirch) : Bernardo
- Christien Anholt (VF : Arnaud Arbessier) : Marcellus
- Dave Duffy : Francisco
- Vernon Dobtcheff : Reynaldo
- Pete Postlethwaite (VF : Dominique Tirmont) : l'acteur du roi
- Christopher Fairbank (VF : Jean-Pierre Dorat) : l'acteur de la reine

## Production
Le film a été tourné à divers endroits Écosse (Y compris Aberdeenshire, Blackness Castle, et Blackness Falkirk), Dans Château de Douvres, Angleterre et d'autres lieux Thionville, France.

## Distinction
- Oscar 1991 :
  - Nomination Meilleure direction artistique de Dante Ferretti et Lo Schiavo Francesca
  - Nomination meilleure conception de costumes à Maurizio Millenotti
- BAFTA Award 1992
  - Nomination Meilleur acteur à Alan Bates
- 1991 David di Donatello
  - Meilleur film étranger pour Franco Zeffirelli
  - Nomination Meilleure actrice étrangères à Glenn Close
  - National Board of Review Prix 1990
- Parmi les dix meilleurs films de l'année.